# Calypso (musique)
Pour les articles homonymes, voir Calypso (homonymie).
Sous-genres
Extempo, benna, mento
Genres dérivés
Chutney, chutney soca, rapso, gospelypso, cadence-lypso, ska, spouge, reggaeton, reggae
Le calypso, également appelé kaiso, est un genre musical étroitement associé au carnaval, ayant émergé à Trinité-et-Tobago et qui s’est répandu dans le reste des Antilles et au Venezuela. Le terme désigne à la fois une chanson à texte et un rythme caractéristique.

## Étymologie
Le nom « calypso » semblerait venir du mot en langue efik kaiso, et ka isu (« vas-y ! ») et l'ibibio kaa iso. Il existe également un terme trinidadien cariso, qui signifie « anciens » calypsos. Le terme « calypso » est enregistré à partir des années 1930. Par ailleurs, l'encart du Rough Guide to Calypso and Soca (publié par World Music Network) privilégie les arguments de John Cowley dans Carnival, Canboulay and Calypso : Traditions in the Making, que le mot pourrait être une corruption du français « carrouseaux » et qu'à travers le processus de patois et d'anglicisation, il devient caliso et finalement calypso ; cependant, Cowley note également que la première mention du mot « calypso » est donnée dans une description d'une danse en 1882 par l'abbé Masse.

## Histoire
Le calypso est le fruit des influences conjuguées des polyrythmies africaines et des musiques européennes, organisé de façon responsoriale en marge des carnavals de la fin du XIXe siècle, sous la direction d’un soliste appelé alors « chantwell ». Le genre se sépare peu à peu de la rue pour être pratiqué dans des salles de spectacle en bambous appelées « tents », où l’orchestration évolue pour adopter des instruments occidentaux (d’abord des cordophones, puis des aérophones). Le calypso fut enregistré très tôt, dès 1914 par Victor et Decca.
Le calypso fut entendu pour la première fois, en grande diffusion, en Amérique du Nord, interprété par des artistes des États-Unis comme les Andrews Sisters. Leur version de « Rum and Coca Cola », mise sous copyright par Morey Amsterdam en 1944 et vendue à des millions d'exemplaires, est un plagiat du calypso de Lord Invader (pour le texte) et Lionel Belasco (en) (pour la musique), datant de 1943. Mais c’est en 1956-1957 que le calypso connut une vague de popularité aux États-Unis (calypso craze), portée notamment par des artistes comme Harry Belafonte, ou Robert Mitchum, en reprenant des morceaux composés à Trinité-et-Tobago.

## Caractéristiques
Les textes, de commentaire social, sont extrêmement variés (politique, humour, questions de genre…). Le calypso est également intégré au monde du jazz par des artistes comme Sonny Rollins, Miles Davis, ou Andy Narell. Le calypso est l'une des principales sources de la soca, qui se diffuse à partir des années 1970.

## Compétitions
À Trinité-et-Tobago, le genre s’exprime notamment dans le cadre de nombreuses compétitions nationales, dont le modèle s’est exporté dans les grandes métropoles de la diaspora trinidadienne (Londres, New-York, Toronto…). La plus prestigieuse est le « Calypso Monarch ».

## Principaux interprètes
Ils incluent notamment : Attila the Hun, Wilmoth Houdini, Lord Melody, Lord Invader, Lord Kitchener, Mighty Sparrow, Mighty Spoiler, Mighty Duke, Calypso Rose, Singing Sandra, Black Stalin, et Chalkdust.